# Derrick Jones (cestista)
Derrick Labrent Jones jr. (Chester, 15 febbraio 1997) è un cestista statunitense, professionista nella NBA con i Los Angeles Clippers.

## Carriera
Dopo non essere stato scelto al Draft NBA 2016, Jones si assicura un contratto con i Phoenix Suns dopo le ottime prestazioni nel training camp e nella preseason. Il 7 dicembre 2017 viene, però, tagliato dalla franchigia.
Il 31 dicembre 2017 firma un contratto con i Miami Heat che viene confermato il 1 luglio 2018.
Il 15 febbraio 2020, durante l'All Star Weekend a Chicago, vince la gara delle schiacciate.

## Statistiche

### NCAA
| Anno      | Squadra        | PG | PT | MP   | TC%  | 3P%  | TL%  | RP  | AP  | PRP | SP  | PP   |
| --------- | -------------- | -- | -- | ---- | ---- | ---- | ---- | --- | --- | --- | --- | ---- |
| 2015-2016 | UNLV R. Rebels | 30 | 15 | 21,5 | 58,9 | 20,5 | 59,4 | 4,5 | 0,8 | 0,9 | 1,3 | 11,5 |
| Carriera  | Carriera       | 30 | 15 | 21,5 | 58,9 | 20,5 | 59,4 | 4,5 | 0,8 | 0,9 | 1,3 | 11,5 |

#### Massimi in carriera
- Massimo di punti: 26 vs Chaminade (24 novembre 2015)[5]
- Massimo di rimbalzi: 18 vs San Jose State (10 febbraio 2016)
- Massimo di assist: 4 vs Nevada-Reno (20 febbraio 2016)
- Massimo di palle rubate: 4 (2 volte)
- Massimo di stoppate: 4 vs Boise State (23 febbraio 2016)
- Massimo di minuti giocati: 35 vs San Jose State (10 febbraio 2016)

### NBA

#### Regular Season
| Anno      | Squadra             | PG  | PT  | MP   | TC%  | 3P%  | TL%  | RP  | AP  | PRP | SP  | PP   |
| --------- | ------------------- | --- | --- | ---- | ---- | ---- | ---- | --- | --- | --- | --- | ---- |
| 2016-2017 | Phoenix Suns        | 32  | 8   | 17,0 | 56,2 | 27,3 | 70,7 | 2,5 | 0,4 | 0,4 | 0,4 | 5,3  |
| 2017-2018 | Phoenix Suns        | 6   | 0   | 5,5  | 50,0 | 0,0  | 83,3 | 0,7 | 0,5 | 0,2 | 0,7 | 1,5  |
| 2017-2018 | Miami Heat          | 14  | 8   | 15,2 | 38,8 | 18,8 | 61,1 | 2,4 | 0,4 | 0,2 | 0,6 | 3,7  |
| 2018-2019 | Miami Heat          | 60  | 14  | 19,2 | 49,4 | 30,8 | 60,7 | 4,0 | 0,6 | 0,8 | 0,7 | 7,0  |
| 2019-2020 | Miami Heat          | 59  | 16  | 23,3 | 52,7 | 28,0 | 77,2 | 3,9 | 1,1 | 1,0 | 0,6 | 8,5  |
| 2020-2021 | Portland T. Blazers | 58  | 43  | 22,7 | 48,4 | 31,6 | 64,8 | 3,5 | 0,8 | 0,6 | 0,9 | 6,8  |
| 2021-2022 | Chicago Bulls       | 51  | 8   | 17,6 | 53,8 | 32,8 | 80,0 | 3,3 | 0,6 | 0,5 | 0,6 | 5,6  |
| 2022-2023 | Chicago Bulls       | 64  | 0   | 14,0 | 50,0 | 33,8 | 73,8 | 2,4 | 0,5 | 0,5 | 0,6 | 5,0  |
| 2023-2024 | Dallas Mavericks    | 76  | 66  | 23,5 | 48,3 | 34,3 | 71,3 | 3,3 | 1,0 | 0,7 | 0,7 | 8,6  |
| 2024-2025 | L.A. Clippers       | 77  | 55  | 24,3 | 52,6 | 35,6 | 70,3 | 3,4 | 0,8 | 1,0 | 0,4 | 10,1 |
| Carriera  | Carriera            | 497 | 218 | 20,3 | 50,7 | 32,5 | 70,6 | 3,3 | 0,7 | 0,7 | 0,6 | 7,2  |

#### Play-off
| Anno     | Squadra             | PG | PT | MP   | TC%  | 3P%  | TL%  | RP  | AP  | PRP | SP  | PP  |
| -------- | ------------------- | -- | -- | ---- | ---- | ---- | ---- | --- | --- | --- | --- | --- |
| 2020     | Miami Heat          | 15 | 0  | 6,5  | 47,1 | 44,4 | 40,0 | 0,8 | 0,5 | 0,4 | 0,3 | 1,5 |
| 2021     | Portland T. Blazers | 2  | 0  | 5,2  | 40,0 | 0,0  | -    | 0,0 | 0,0 | 0,5 | 0,0 | 2,0 |
| 2022     | Chicago Bulls       | 5  | 0  | 11,8 | 41,2 | 27,3 | 66,7 | 1,4 | 0,4 | 0,2 | 0,0 | 3,8 |
| 2024     | Dallas Mavericks    | 22 | 22 | 29,4 | 48,1 | 36,9 | 73,3 | 3,5 | 1,2 | 0,5 | 1,0 | 9,1 |
| 2025     | L.A. Clippers       | 7  | 1  | 18,4 | 43,8 | 30,0 | 37,5 | 1,9 | 0,3 | 0,6 | 1,3 | 7,3 |
| Carriera | Carriera            | 51 | 23 | 18,5 | 46,6 | 34,6 | 63,0 | 2,1 | 0,7 | 0,5 | 0,7 | 5,8 |

#### Massimi in carriera
- Massimo di punti: 29vs Los Angeles Clippers (5 febbraio 2025)[6]
- Massimo di rimbalzi: 14 vs Los Angeles Lakers (10 dicembre 2018)
- Massimo di assist: 4 (6 volte)
- Massimo di palle rubate: 5 (2 volte)
- Massimo di stoppate: 4 (2 volte)
- Massimo di minuti giocati: 37 vs Philadelphia 76ers (3 febbraio 2020)

### G League
| Anno      | Squadra           | PG | PT | MP   | TC%  | 3P%  | TL%  | RP  | AP  | PRP | SP  | PP   |
| --------- | ----------------- | -- | -- | ---- | ---- | ---- | ---- | --- | --- | --- | --- | ---- |
| 2016-2017 | N. Arizona Suns   | 19 | 17 | 31,7 | 49,5 | 25,5 | 61,1 | 5,6 | 0,9 | 1,3 | 1,6 | 14,5 |
| 2017-2018 | N. Arizona Suns   | 16 | 11 | 28,9 | 48,5 | 31,7 | 60,3 | 7,2 | 1,8 | 1,3 | 1,9 | 15,4 |
| 2017-2018 | S. Falls Skyforce | 13 | 11 | 29,1 | 51,2 | 35,6 | 76,0 | 7,8 | 1,9 | 1,5 | 1,7 | 19,9 |
| Carriera  | Carriera          | 48 | 39 | 30,1 | 49,8 | 31,7 | 65,8 | 6,8 | 1,5 | 1,3 | 1,6 | 16,3 |

## Palmarès
- Slam Dunk Contest: 1

2020